# Географија Шведске
Балтичко море и Ботнијски залив на истоку Шведске стварају дугачку обалу, што утиче на климу. На западу, на граници са Норвешком налазе се Скандинавске планине. Јужни делови Шведске се углавном састоје од пољопривредних подручја, где је и густина насељености највећа. Осталу територију углавном заузимају шуме. Шведска је најнасељенија земља Сјеверне Европе и трећа по величини. Она се налази у источном делу Скандинавског полуострва. Граничи на западу са Норвешком, на североистоку са Финском. Шведска има површину од 449.964 km квадратних и око 8,9 милиона становника. Густина насељености је 20 становника по квадратном километру. Шведска је етнички хомогена, јер Швеђани чине 91% укупног становништва. Главни град је Стокхолм са око 1,9 милиона становника.
Врсте вегетације је тундре - области лишајева, маховина, закржљалог грмља. Клима у Шведској је планинска, али и океанска.

## Градови
Главни град Шведске је Стокхолм (1.227.880 становника са околином; сам град има 774.411 становника).
Други већи градови су:
- Гетеборг (487.028 становника са околином)
- Малме (272.634)
- Упсала (183.911)
- Линћепинг (137.949)
- Вестерос (132.344)
- Еребро (128.170)
- Норћепинг (124.729)
- Хелсингборг (122.349)
- Јенћепинг (121.229)
- Умео (110.900)

(Подаци из почетка 2006.)
Види такође списак градова у Шведској.

## Хидрографија
Више од 15% укупне територије Шведске је покривено водом, са око 30 главних река и око 90.000 језера (8% Шведске је покривено језерима), укључујући и језеро Ванерн, највеће језеро западне Европе (површина око 5.546 km²). Реке су претежно планинске, са водопадима и брзацима, већина извире у скандинавском планинском ланцу, тече коритима насталим флувио-глацијалном ерозијом (коритима глечера из леденог доба) и улива се у Ботнички залив и Балтичко море. Неке од највећих река су Клар, Мјонио, Дал, Јета, Умеа, Лулеа, а од језера Венер, Бетер, Јелмар, Стор, Сиљан, Торне Треск и Хорнаван. Због бројних водопада и брзака, реке су непловне, док је сплаварење редовно присутно у летној половини године. За водени саобраћај од великог значаја су језера: Ванерн, Ватерн, Хјалмарен, Маларен.

## Клима
Клима Шведске је континентална. На њу углавном утиче положај Скандинавских планина које спречавају продирање топлих и влажних ветрова са Атлантског океана, али омогућава продирање хладних ваздушних маса из субполарних крајева. Температуре средином јануара су око -2 на југу, и -10 на северу, јулска се креће од 12 до 14 °C. Количина падавина смањује се од Скандинавских планина (500—1.000 mm), према истоку (400—600 mm) и од југа (600—1.100 mm) према северу (300—500 mm), Стокхолм 560 mm и Гетеборг 670 mm. С обзиром на географски положај Скандинавије, Шведска има веома повољну климу. Поља ниског притиска са Атлантика нагло (са северозапада) доносе топао ваздух. Време је променљиво, неколико сати кише, са сунцем, затим ветар и дан, и онда поново падавине. Захваљујући оваквом времену, температурне разлике између дана и ноћи, лета и зиме, нису тако велике, посебно у западној Шведској. 
Супротан тип климе условљава зона високог притиска на истоку, где је време стабилније, сувље и сунчаније, односно топла лета и хладније зиме. Борба између ова два утицаја на временске прилике посебно је важна за пољопривреду Шведске. С обзиром на нагнутост Земљине осе и окретања око Сунца, најсевернији делови имају екстремне контрасте између дугих летњих дана и посебно дугих зимских ноћи. Временска разлика између северног и јужног дела земље најмања је у летњим месецима када су северни делови топлији због дужине дана. Јесен и зима долазе раније у северне делове, док јужни обалски делови имају дуго, благо јесење време. Северни део има дуже и хладније зиме, са обилнијим падавинама. У северним деловима Шведске снег се задржава на тлу 7 месеци, море је у северном делу Ботничког залива залеђено око 6 месеци, међутим зима у Шведској је обично бела. Пролеће на југ долази средином марта, крајем априла у централну, а крајем маја у северну Шведску.

## Флора
Већим делом Шведског предела (скандинавски ланац), доминишу црногоричне шуме, у јужнијим пределима прошаране су и неким листопадним врстама (најчешће бреза и топола). Листопадне шуме букве и храста на јужној и југозападној обали претворене су у пољопривредно земљиште. Такође од јужног дела земље, па све до Норланда (средња Шведска), налазе се и друге листопадне суме липе, јасена, јавора и бреста. Захваљујући кречњачкој подлози и повољним климатским условима, Готланд, Оланд и делови скандинавског горја имају врло интересантну флору (укључујући велики број варијетета орхидеје). 

## Фауна
Фауна Шведске је уништавана од леденог доба па до насељавања људи на одређеним просторима. Вукови су скоро истребљени, док медведи и лисице још увек налазе станишта у северним шумама. Широм земље најбројније животињске врсте су лосови (северни јелени), срндаћи, лисице и зечеви. Наравно, за ловце су најатрактивнији лосови (који су иначе узрочници бројних саобраћајних несрећа). 1850-их година убијано је око 1000 лосова годишње, сада је тај број од 150 до 200 комада. Лов на ове животиње је строго ограничен, а неке врсте су потпуно заштићене. 
Зимска популација птица своди се на само неколико врста, међутим лето доноси велики број птица селица из јужних крајева.
Са својом дугом обалом и многобројним језерима и рекама, Шведска је богата воденом фауном, међутим и она се полако смањује под утицајем околине и начина живота (исто се односи и на балтичке фоке). Најзначајнији извори рибе су атлантска обала (бакалар и скуша), Ботнички залив, језера и реке са лососом и штукама, и Балтик (харинге). 
1910, Шведска је, као прва европска земља, основала националне паркове (Абиско, Сарек, Дундрет), ради заштите природних богатстава, углавном у Норланду, али и другде широм земље. На тај начин последњи делови европске дивљине су сачувани од експлоатације и уништавања. Многе природне резерве и културна обележја су такође заштићена у сврху заштите околине. Нарочито су интересантни високи еколошки стандарди што се тиче заштите околине. Обичајно право налазе слободу кретања шумама и пољима, и брање јагода и гљива, али носи и обавезу очувања крајолика, и поштовања приватне имовине. 
Задњих година, зарада од брања шумских јагода је била довољна да привуче studенте из источне Европе. Уколико је родна година, зарада за два месеца брања овог воћа је једнака цени једне године студија на универзитету (нпр. у Пољској).